# Grover Harmon
Grover Harmon (6 agosto 1989) è un calciatore cookese, centrocampista del Tupapa Maraerenga.

## Carriera

### Club
Comincia a giocare nel Tupapa Maraerenga. Nel luglio del 2015 viene acquistato dal Yagoona Lions. Nel 2016 torna al Tupapa Maraerenga.

### Nazionale
Conta 11 presenze ed una rete con la maglia della propria nazionale.

## Palmarès

### Club

#### Competizioni nazionali
- Cook Islands Round Cup: 4

Tupapa: 2011, 2012, 2014, 2015